# Novembre (romanzo)
(Gustave Flaubert, incipit di Novembre)
Novembre. Frammenti di stile qualsiasi (nell'originale francese Novembre. Fragments d'un style quelconque) è un romanzo breve in chiave autobiografica di Gustave Flaubert, scritto nel 1842.

## Trama
L'opera è una sorta di confessione autobiografica dell'autore, all'epoca ventenne. Egli vi narra le sue pulsioni nei confronti del sesso femminile e delle sofferenze a esse dovute, fino all'incontro con Marie (trasposizione letteraria di Eulalie Foucaud, donna realmente conosciuta da Flaubert), una prostituta attraverso la quale fa le sue prime esperienze sessuali e che, nell'ultima parte scritta in prima persona, gli racconta la sua vita. In seguito i due si lasciano, per non rivedersi mai più. Flaubert, nella conclusione del romanzo, ricorre al cliché del ritrovamento del manoscritto (come ha fatto, ad esempio, Alessandro Manzoni ne I Promessi Sposi).

## Teatro
Nel 2016 ne viene realizzato un adattamento per le scene, in Italia, con protagonisti Elmo Ler nel ruolo del giovane Gustave e Loriana Rosto nel ruolo della prostituta Marie per la regia di Gianni Scuto.

## Edizioni italiane
- trad. Beniamino Dal Fabbro, Milano: Minuziano, 1945
- trad. Anna Amisani, Milano: Rizzoli, 1960
- trad. Maurizio Cucchi, prefazione di Giovanni Raboni, Roma: Editori Riuniti, 1981; a cura di Giovanni Bogliolo, Milano: I Meridiani Mondadori, 1997; con uno scritto di Jean-Paul Sartre, Oscar Mondadori, 2001
- trad. Gabriella Sobrino, Firenze: Sansoni, 1990
- trad. Marina Premoli, Milano: Opportunity book, 1995
- trad. a cura di Massimo Colesanti, in Tutti i romanzi, Roma: Newton Compton, 1996; con un saggio di Marcel Proust, ivi, 2011